# Мирный (город, Архангельская область)
Ми́рный — город (с 1966 г.) в Архангельской области России. Место расположения космодрома «Плесецк». Образует административно-территориальную единицу (город областного значения) и муниципальное образование (городской округ) Мирный со статусом закрытого административно-территориального образования (ЗАТО) с 1993 года.
Порядок въезда в ЗАТО определён особой инструкцией, размещённой на официальном сайте города.

## География

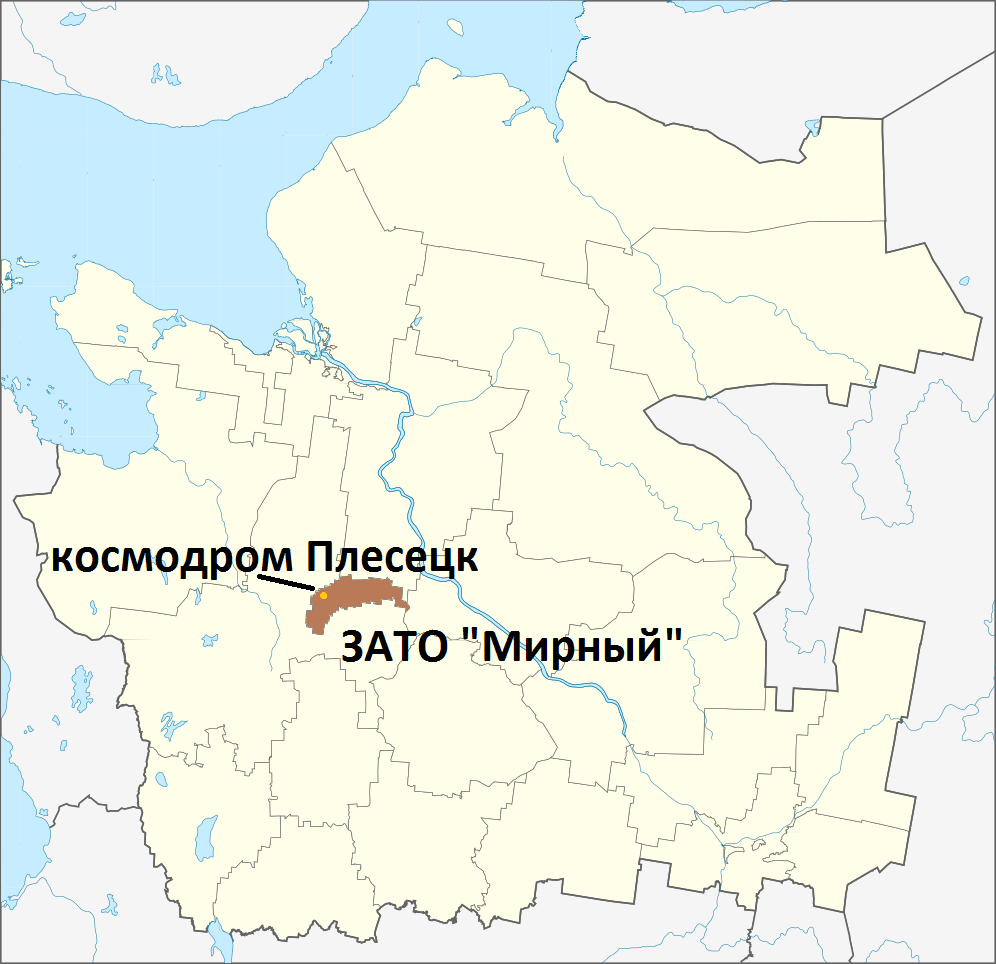
Расположение города Мирного (ЗАТО) и космодрома «Плесецк» на карте Архангельской области

Город Мирный расположен на берегу озера Плесцы. Выделяются реки Емца, Кочмас, Мехреньга, Кода и озеро Кодлозеро. На территории городского округа находятся стартовые комплексы с пусковыми установками ракет-носителей, технические комплексы подготовки ракет космического назначения и космических аппаратов и другие объекты космодрома «Плесецк».
Мирный приравнен к районам Крайнего Севера.
Территория городского округа Мирный вытянута с запада на восток и граничит с Виноградовским, Плесецким и Холмогорским районами Архангельской области.
Площадь ЗАТО городского округа Мирный, куда входят город (5081 га), территория космодрома и окружающего лесного массива, составляет 1762 км². Территория простирается с севера на юг на 46 км и с востока на запад на 82 км.
Границы ЗАТО город Мирный были утверждены указом Президента Российской Федерации от 14 января 2003 года № 37.
В 4 километрах от города находится посёлок городского типа Плесецк, центр одноимённого района, с которым Мирный соединён автомобильной и железной дорогами.
В 3 километрах от города расположен военный аэродром Плесецк (Плесцы), до начала 1990-х годов аэродром носил наименование Перо.
В черте Мирного находится железнодорожная станция Городская, откуда начинается железнодорожная сеть космодрома.

## История
До начала строительства объекта «Ангара», в дальнейшем полигона, космодрома, на южной оконечности современного города располагалась деревня Плесцы с почтовой станцией на Петровском тракте из Архангельска в Санкт-Петербург. Первое историческое упоминание о деревне Плесцы относится к 1760 году, связано оно со строительством часовни в честь Казанской иконы Божией Матери. В 1919—1920 годах, во время Гражданской войны деревня Онежского уезда была местом ожесточённых боёв красных и белых, на стороне которых сражались союзные войска Антанты.
На северной оконечности современного города располагался посёлок Канифольный завод, в котором с 1927 года по 1958 год действовал канифольно-скипидарный завод. Посёлок к 1960 году расселили.
Новый населённый пункт возник в 1957 году как военный городок соединения межконтинентальных баллистических ракет.
Впоследствии на базе соединения был создан сначала полигон, а позже космодром «Плесецк».
Муниципальное образование Мирный было образовано в 2004 году. Выборные органы приступили к работе в 2006 году.
В 2022 году был открыт учебный центр «Авангард», занимающийся патриотическим воспитанием и начальной военной подготовкой.

## Климат
Город Мирный приравнен к районам Крайнего Севера.
- Среднегодовая температура воздуха: +1,8 °C;
- Относительная влажность воздуха: 73,8 %;
- Средняя скорость ветра: 3,1 м/с.

| Среднесуточная температура воздуха в Мирном по данным NASA | Среднесуточная температура воздуха в Мирном по данным NASA | Среднесуточная температура воздуха в Мирном по данным NASA | Среднесуточная температура воздуха в Мирном по данным NASA | Среднесуточная температура воздуха в Мирном по данным NASA | Среднесуточная температура воздуха в Мирном по данным NASA | Среднесуточная температура воздуха в Мирном по данным NASA | Среднесуточная температура воздуха в Мирном по данным NASA | Среднесуточная температура воздуха в Мирном по данным NASA | Среднесуточная температура воздуха в Мирном по данным NASA | Среднесуточная температура воздуха в Мирном по данным NASA | Среднесуточная температура воздуха в Мирном по данным NASA | Среднесуточная температура воздуха в Мирном по данным NASA |
| Янв                                                        | Фев                                                        | Мар                                                        | Апр                                                        | Май                                                        | Июн                                                        | Июл                                                        | Авг                                                        | Сен                                                        | Окт                                                        | Ноя                                                        | Дек                                                        | Год                                                        |
| −12,5 °C                                                   | −11,0 °C                                                   | −5,5 °C                                                    | 1,1 °C                                                     | 8,6 °C                                                     | 15,4 °C                                                    | 17,9 °C                                                    | 14,1 °C                                                    | 8,3 °C                                                     | 1,7 °C                                                     | −7,1 °C                                                    | −10,8 °C                                                   | 1,8 °C                                                     |
| ---------------------------------------------------------- | ---------------------------------------------------------- | ---------------------------------------------------------- | ---------------------------------------------------------- | ---------------------------------------------------------- | ---------------------------------------------------------- | ---------------------------------------------------------- | ---------------------------------------------------------- | ---------------------------------------------------------- | ---------------------------------------------------------- | ---------------------------------------------------------- | ---------------------------------------------------------- | ---------------------------------------------------------- |

## Население
| 1996    | 1997    | 2000    | 2002    | 2003    | 2005    | 2008    | 2009    | 2010    |
| ------- | ------- | ------- | ------- | ------- | ------- | ------- | ------- | ------- |
| 31 500  | ↗31 600 | ↘30 600 | ↘30 502 | ↘30 500 | ↘29 600 | ↘27 800 | ↘27 178 | ↗30 280 |
| 2011    | 2012    | 2013    | 2014    | 2015    | 2016    | 2017    | 2018    | 2019    |
| ↘30 135 | ↗30 666 | ↘30 631 | ↗31 370 | ↗32 066 | ↗32 245 | ↘32 175 | ↘31 704 | ↗32 028 |
| 2020    | 2021    | 2023    |         |         |         |         |         |         |
| ↗32 894 | ↘27 262 | ↘27 174 |         |         |         |         |         |         |

На 1 января 2024 года по численности населения город находился на 533-м месте из 1119 городов Российской Федерации.
Национальный состав
По итогам переписи населения 2020 года проживали следующие национальности (национальности менее 0,1 % и другое, см. в сноске к строке «Другие»):
| Национальность | Численность, чел. | Доля     |
| -------------- | ----------------- | -------- |
| Русские        | 24 880            | 91,26 %  |
| Украинцы       | 397               | 1,46 %   |
| Татары         | 264               | 0,97 %   |
| Белорусы       | 111               | 0,41 %   |
| Башкиры        | 98                | 0,36 %   |
| Чуваши         | 95                | 0,35 %   |
| Армяне         | 70                | 0,26 %   |
| Казахи         | 69                | 0,25 %   |
| Кабардинцы     | 57                | 0,21 %   |
| Тувинцы        | 50                | 0,18 %   |
| Марийцы        | 45                | 0,17 %   |
| Ингуши         | 43                | 0,16 %   |
| Осетины        | 41                | 0,15 %   |
| Азербайджанцы  | 31                | 0,11 %   |
| Удмурты        | 30                | 0,11 %   |
| Другие         | 981               | 3,59 %   |
| Итого          | 27 262            | 100,00 % |

## Почетные граждане
По информации официального сайта города Мирного:
- Агеев Александр Иванович, народный мастер, краевед[35];
- Алпаидзе Галактион Елисеевич, начальник гарнизона с 1963 по 1975 годы, Герой Советского Союза, его именем назван один из городских парков;
- Волкова Лидия Сергеевна;
- Григорьев Михаил Григорьевич, начальник гарнизона с 1957 по 1962 годы, один из основателей полигона;
- Грязов Николай Яковлевич, председатель горисполкома с 1967 по 1985 годы;
- Долинов Леонид Иванович;
- Ерёмин Александр Архипович работал в гарнизонном военном лесхозе с 1956 года по 1990 год;
- Есенков Сергей Васильевич;
- Загорный Владимир Акимович;
- Иванов Владимир Леонтьевич;
- Коваленко Геннадий Николаевич;
- Овчинников Анатолий Фёдорович;
- Лищишин Николай Михайлович;
- Перминов Анатолий Николаевич;
- Плиско Василий Николаевич, начальник управления инженерных работ гарнизона с 1971 по 1983 годы, заслуженный строитель РСФСР;
- Престенский Петр Захарович, начальник управления инженерных работ гарнизона с 1966 по 1971 годы, Герой Социалистического Труда;
- Ситников Станислав Григорьевич;
- Скалова Валентина Прокопьевна;
- Щелканов Виктор Васильевич, начальник участка войсковой части № 01935 с 1960 по 1985 годы, звание присвоено за активную деятельность по строительству объектов в городе;
- Яшин Юрий Алексеевич, начальник гарнизона с 1975 по 1979 годы, лауреат Государственной премии.

## Памятники
- Памятник В. И. Ленину (1977 г., пл. Ленина);
- Памятник Ф. Э. Дзержинскому (ул. Дзержинского, 36);
- Монумент «Космос-2000» (1989 г., напротив гостиницы «Север»);
- Памятник М. К. Янгелю (1977 г., ул. Ленина, 15)
- Памятник М. Г. Григорьеву (2007 г., пл. Ленина)
- Памятник М. И. Неделину (1977 г., ул. Неделина\напротив Ломоносова,18)
- Мемориал в честь погибших при исполнении служебных обязанностей и воинского долга (1973 г.), «Вечный огонь» (1979 г.), напротив ул. Ленина, 69.
- Монумент «Основателям гарнизона и города» (1977 г., парк им. М. Г. Григорьева)
- Стела «45 лет космодрому Плесецк» (2002 г., ул. Циргвава, 2)
- Монумент «Ракета» (МБР Р-5, 1979 г., парк им. Г. Е. Алпаидзе)
- Памятник "Воин-освободитель (2012 г. восстановлен, парк им. Г. Е. Алпаидзе)
- Памятник «Мужеству и героизму воинов 1941—1945 гг» (1978 г., парк им. Г. Е. Алпаидзе)

Галерея

Монумент «Космос-2000»
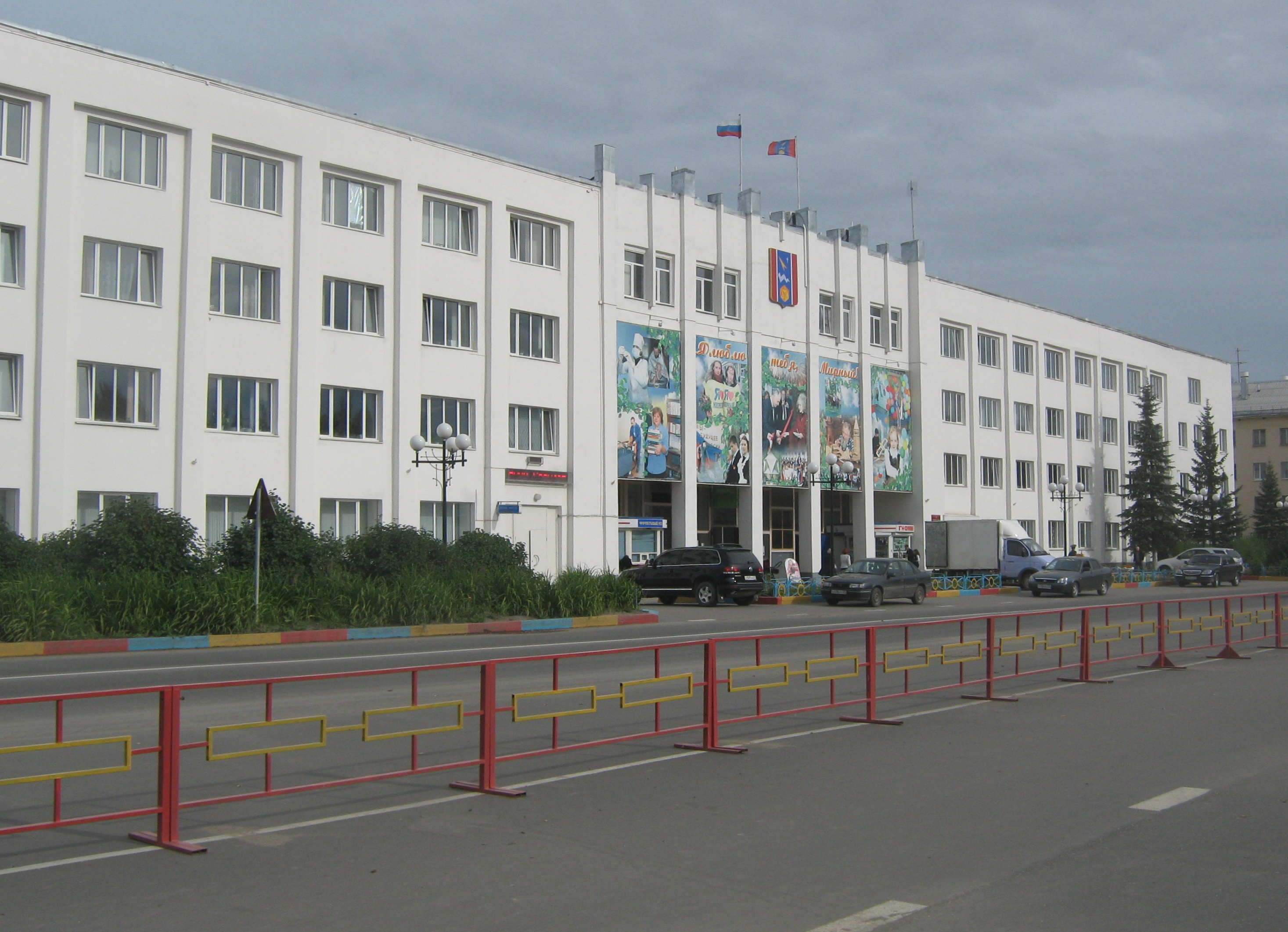
Администрация города Мирного
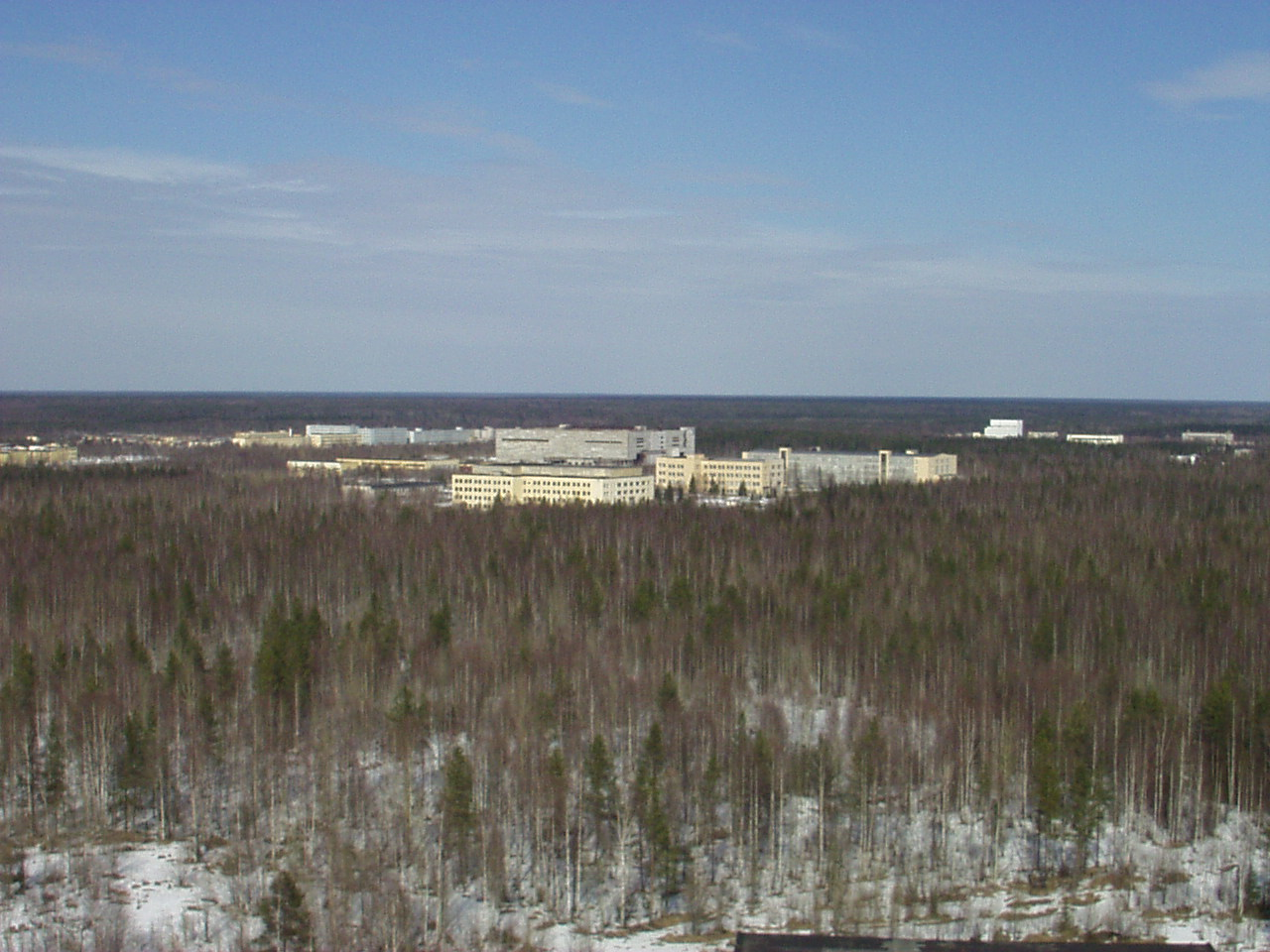
Монтажно-испытательные корпуса космических аппаратов
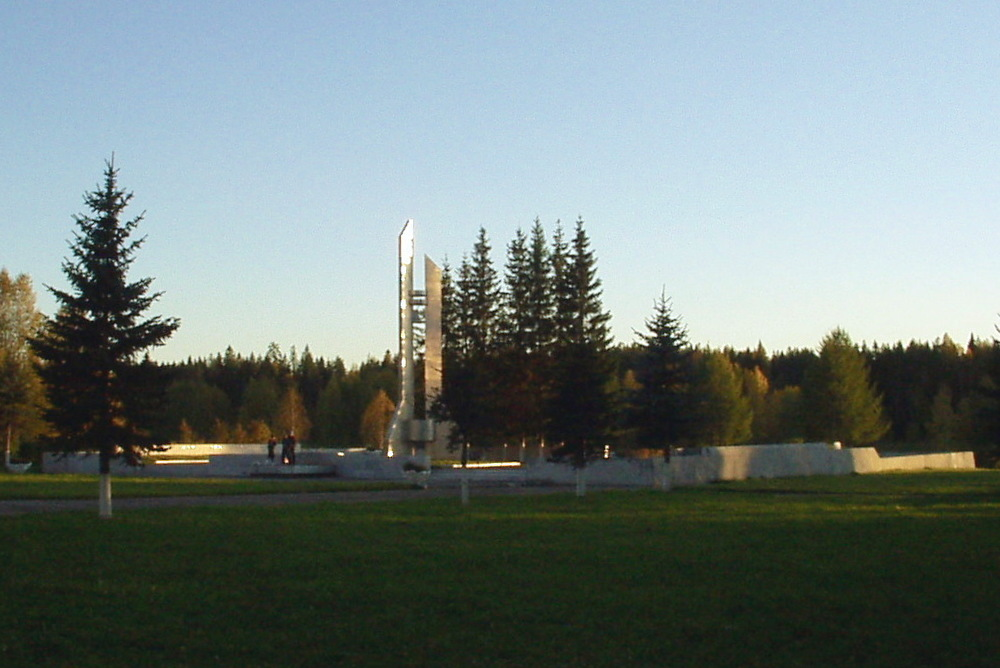
Мемориал «Вечный огонь» (в память о катастрофах 1973 г. и 1980 г.)
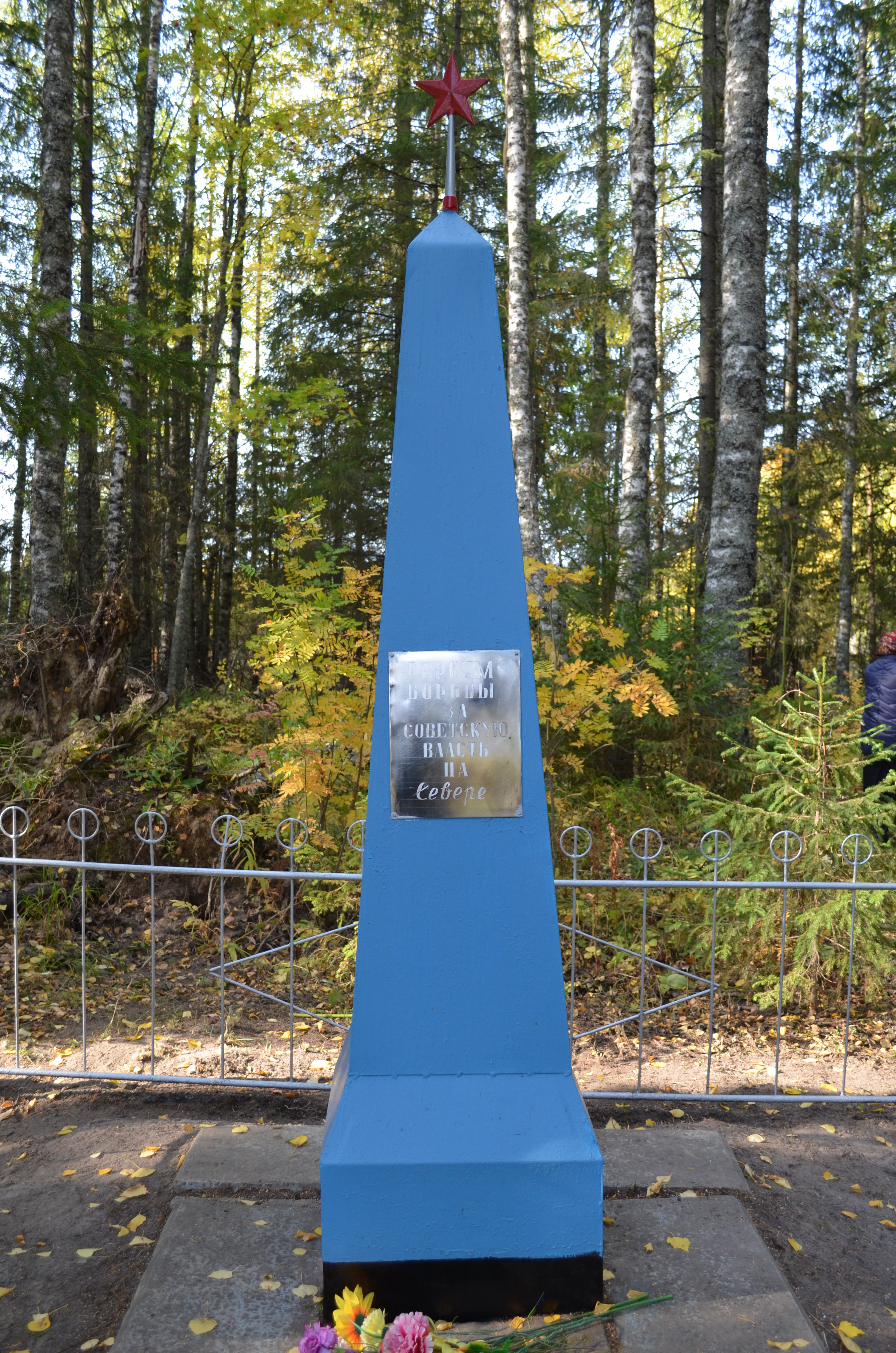
Памятник красноармейцам, погибшим в 1918 году (на территории ЗАТО)

## Топографические карты
- Лист карты P-37-XI,XII Плесецк. Масштаб: 1 : 200 000. Указать дату выпуска/состояния местности.

### Карты
- Лист карты P-37-XI,XII Плесецк. Масштаб: 1 : 200 000. Указать дату выпуска/состояния местности.
- Мирный на карте Wikimapia